# Daniel Morelon
Daniel Morelon (* 24. července 1944, Bourg-en-Bresse) je bývalý francouzský závodník v dráhové cyklistice, trojnásobný olympijský vítěz a osminásobný mistr světa.
Pochází ze sportovní rodiny, cyklistice se věnoval jeho otec i oba starší bratři. Závodil jako amatér, povoláním byl policista. Původně byl silničářem, dráhové cyklistice se začal věnovat od roku 1962, jeho vzorem byl Sante Gaiardoni. V roce 1964 získal stříbro na mistrovství světa a bronz na olympiádě, o dva roky později získal své první tituly mistra světa ve sprintu i na tandemu, kde byl jeho spolujezdcem Pierre Trentin. Spolu s ním se stal také olympijskými vítězem v této dnes již neolympijské disciplíně na hrách v Mexiku a vyhrál také soutěž sprinterů. Toto prvenství obhájil v Mnichově, což se kromě Jense Fiedlera dosud nikomu nepodařilo. Zlatý hat-trick se mu zkompletovat nepodařilo, v montrealském finále prohrál s Antonem Tkáčem poměrem 1:2.
Kariéru zakončil stříbrnou medailí v profesionálním závodě v keirinu na domácím šampionátu v Besançonu 1980. Nadále působil jako trenér, jeho svěřenci byli Félicia Ballangerová (olympijská vítězka ve sprintu 1996 a 2000), Laurent Gané (mistr světa ve sprintu 1999) a Číňanka Guo Shuang (mistryně světa v keirinu 2009).
Je nositelem Řádu čestné legie a Národního řádu za zásluhy. V roce 1972 vyhrál anketu Champion des champions de L'Équipe.